# Леві Іцхак Шнеєрсон

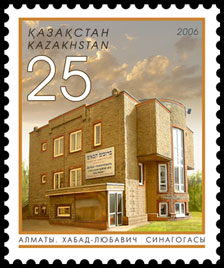
Хабадська синагога в Алмати, казахська марка

Леві Іцхак Шнеєрсон  (івр. לוי יצחק שניאורסון, рос. Леви Ицхак Шнеерсон; 1878 Піддобрянка, Могилівська губернія, Російська імперія — 1944, Алма-Ата, Казахська РСР, СРСР) — головний рабин Катеринослава з 1909 по 1939. Автор глибоких праць з кабали і хасидського вчення. Праправнук по батьківській лінії третього Любавицького ребе Цемах-Цедека та батько сьомого Любавицького ребе Менахема Мендла Шнеєрсона.

## Біографія

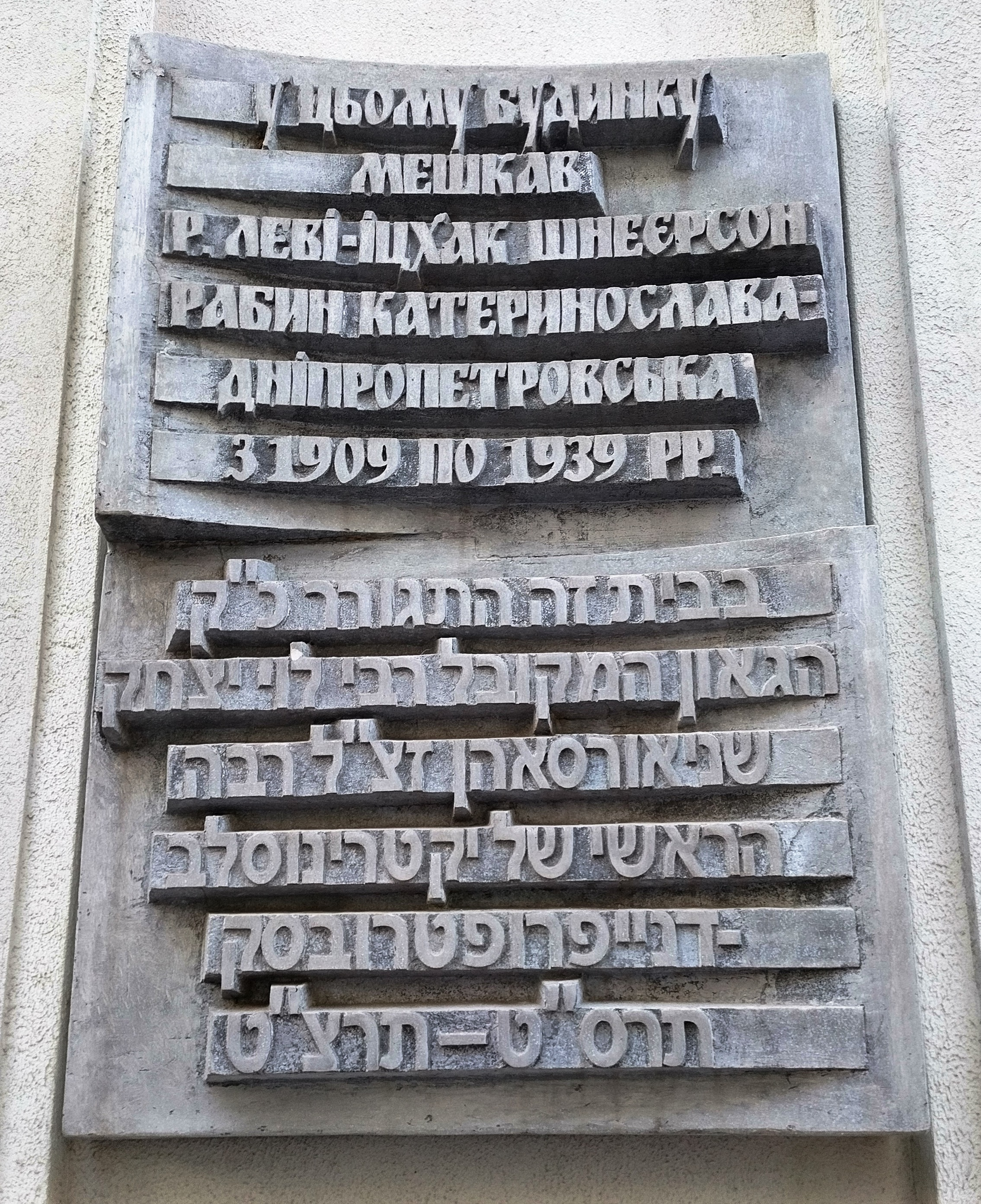
Меморіальна дошка Леві Іцхаку Шнеєрсону на вул. Барикадній в Дніпрі

Народився в містечку Піддобрянка біля Гомеля в родині Меламеда Боруха-Шнєєра Шнеєрсона; мати — Зельда Рахель. У ранньому віці виявив непересічні здібності, і на нього звернули увагу рабини Північно-Західного краю. У 1900 році одружився з уродженкою єврейської землеробської колонії Романівка Ханою Меєрівною Шнеєрсон (1880—1964), дочкою Меєра-Шлойме (Меєра-Шльоми) Яновського (1860—1933), в 1908—1911 роках вченого єврея Миколаєва, і Рахілі Іцковни Шнеєрсон, і переселився до Миколаєва, де в 1902 році народився їхній первісток, Менахем-Мендл, майбутній ребе. У 1909 році був призначений на посаду рабина Катеринослава, на якій залишався аж до 1939. Після встановлення радянської влади почав піддаватися позбавленням і був змушений покинути свою комфортну квартиру і переїхати в комуналку. Попри переслідування радянської влади, завжди залишався вірним заповідям юдаїзму і закликав всіх інших до продовження дотримання традицій. Суворо стежив за кашрутом, проводив весілля і похорон відповідно до єврейської традиції до самого арешту. У 1939 році був звинувачений в антирадянській діяльності та засланий в Казахстан в селище Чіілі. У Чіілі сильно страждав від голоду і обмежень в пересуванні. В останні дні життя отримав дозвіл переселитися в Алма-Ату, де і помер. Після нього залишилося кілька неопублікованих книг по хасидизму.